# وایکینگ (راکت)
وایکینگ (انگلیسی: Viking) مجموعه‌ای از دوازد موشک ژرفاسنج بود که توسط گلن ال. مارتین کمپانی و تحت مدیریت آزمایشگاه تحقیقات نیروی دریایی ایالات متحده (NRL) طراحی و ساخته شدند. این راکت به‌عنوان جانشینی برای راکت آلمانی وی-۲ طراحی شده‌بود، پیشرفته‌ترین راکت بزرگ سوخت جامد توسعه‌یافته در ایالات متحده در دههٔ ۱۹۴۰ بود که بین سال‌های ۱۹۴۹ و ۱۹۵۵ داده‌های ارزشمند علمی را به زمین بازگرداند. وایکینگ ۴ که در سال ۱۹۵۰ پرتاب شد، نخستین راکت ژرفاسنجی بود که از عرشهٔ یک کشتی پرتاب می‌شد.: ۱۰۸-۱۱۴ 
راکت وایکینگ پس از دوازده پرتاب در مرحلهٔ اول راکت ونگارد تلفیق شد. ونگارد دومین ماهوارهٔ آمریکا را در سال ۱۹۵۸ به مدار زمین منتقل کرد.